# Rachunek wyrównawczy
Rachunek wyrównawczy – dział matematyki będący na pograniczu statystyki matematycznej, teorii błędów i rachunku prawdopodobieństwa. Zajmuje się metodami oceny poprawek do danych empirycznych, tak by te spełniały ścisłe prawa teoretyczne.
- Wszelkie czynności pomiarowe (np. pomiar odległości, pomiar kąta, pomiar przewyższenia, pomiar współrzędnych z wykorzystaniem technologii GNSS) obciążone są błędami. To znaczy, że mierząc wielokrotnie tę samą wielkość (np. tę samą odległość lub ten sam kąt) otrzymamy różne wyniki pomiaru. Różnice pomiędzy nimi są z reguły niewielkie. Obserwujemy także zjawisko niespełniania się związków funkcyjnych zachodzących pomiędzy wartościami mierzonymi (np. suma pomierzonych kątów w terenie w trójkącie płaskim nie będzie ściśle równa kątowi półpełnemu). Po dokonaniu pomiarów konieczna staje się operacja wyrównania wyników pomiarów zwana wyrównaniem obserwacji – tym zajmuje się rachunek wyrównawczy[2].
- Spośród znanych w statystyce matematycznej metod estymacji parametrów, w geodezji powszechne zastosowanie znalazła metoda najmniejszych kwadratów Legendre’a – Gaussa[3].